# Manoir de la Dixmerie
Le manoir de la Dixmerie est un manoir situé au Loroux-Bottereau dans le département de la Loire-Atlantique, en France.

## Localisation
Le manoir est situé à environ 1,8 km à l'ouest du centre du bourg du Loroux-Bottereau, à la limite de la commune de Saint-Julien-de-Concelles.

## Historique
Au XVe siècle, les Cailleteau, conseillers au parlement de Bretagne, sont propriétaires de la Dixmerie. La famille Hocquart fait agrandir le manoir primitif aux XVIIe et XVIIIe siècles. Il passe à Prosper de Colesseau (1677), à Antoine Paris et à la famille Rouxeau. 
En 1740, les Laurencin en est propriétaire. Les armateurs Laurencin-du Buc de Rivery font aménager une orangerie et un pavillon avec une tour. Ils le revende en 1789 à la famille Vilmain, négociants-armateurs nantais. Au cours de la guerre de Vendée, le général Travot y loge en 1794 et le général Kléber l'occupe, avant de l'incendier lors de son repli. Les Vilmain font rebâtir le logis principal vers 1800 par l'architecte François-Léonard Seheult et y reçoivent, sous le Consulat, Jérôme Bonaparte, officier de marine avec l'un des enfants Vilmain.
En 1834, le Dr Frédéric Arthur Delamare, époux de Cécile Vilmain, vend le château aux négociants Du Carrey. 
En 1852, Jules Chassain de Fonmartin, comte de Lespinasse, époux d'Armande Le Pourceau de Tréméac, acquiert le château de la Dixmerie. Il passe par la suite à ses héritiers, les Halna du Fretay.
Le monument est inscrit au titre des monuments historiques en 2008.